# Ripon (Califòrnia)
Ripon és una població dels Estats Units a l'estat de Califòrnia. Segons el cens del 2007 tenia 14.575 habitants.

## Demografia
Segons el cens del 2000, Ripon tenia 10.146 habitants, 3.368 habitatges, i 2.680 famílies. La densitat de població era de 955,5 habitants/km².
Dels 3.368 habitatges en un 45,5% hi vivien nens de menys de 18 anys, en un 66,1% hi vivien parelles casades, en un 9,6% dones solteres, i en un 20,4% no eren unitats familiars. En el 16,9% dels habitatges hi vivien persones soles el 7,8% de les quals corresponia a persones de 65 anys o més que vivien soles. El nombre mitjà de persones vivint en cada habitatge era de 2,98 i el nombre mitjà de persones que vivien en cada família era de 3,37.
Per edats la població es repartia de la següent manera: un 32% tenia menys de 18 anys, un 7,6% entre 18 i 24, un 29,4% entre 25 i 44, un 20,9% de 45 a 60 i un 10,1% 65 anys o més.
L'edat mediana era de 34 anys. Per cada 100 dones de 18 o més anys hi havia 90,4 homes.
La renda mediana per habitatge era de 56.979 $ i la renda mediana per família de 62.592 $. Els homes tenien una renda mediana de 47.377 $ mentre que les dones 25.389 $. La renda per capita de la població era de 20.978 $. Entorn del 4,7% de les famílies i el 6,2% de la població estaven per davall del llindar de pobresa.

## Poblacions més properes
El següent diagrama mostra les poblacions més properes.